# Unione Nazionale Africana del Kenya
L'Unione Nazionale Africana del Kenya (in inglese Kenya African National Union, KANU) è un partito politico keniota.
Sotto la guida di Jomo Kenyatta è stata la principale forza politica responsabile della transizione del Kenya verso l'indipendenza; poi è stato il partito al governo del Paese per quasi quarant'anni governando come partito unico del Kenya prima de facto dal 1969, anno di messa al bando del partito di opposizione KPU, al 1982 e poi, da quell'anno, come partito unico anche costituzionalmente fino al ritorno formale al multipartitismo nel 1991, lasciando il potere solo dopo le elezioni del 2002.

## Storia

### Fondazione e governo
Dopo la fine della seconda guerra mondiale, molti gruppi all'interno della società keniota iniziarono a fare pressione sull'amministrazione coloniale britannica per ottenere una partecipazione africana al governo del paese. Gli inglesi, impreparati a queste richieste, rifiutarono di concedere quanto veniva chiesto, e al contrario introdussero forti restrizioni alla libertà individuale dei kenioti in senso segregazionista. Gli abitanti neri di Nairobi, ad esempio, persero il diritto di circolare liberamente nella zona occidentale della città (abitata dai bianchi); per entrare nell'area dovevano avere un lasciapassare rilasciato dai loro datori di lavoro. Vaste aree della colonia furono dichiarate natives reserves ("riserve dei nativi"), simili ai bantustan sudafricani. Per entrare e uscire dalle riserve, occorreva un vero e proprio passaporto.
Queste misure contribuirono all'insofferenza della popolazione, dando il via a una stagione di ribellioni e disordini nel paese, che ebbe il proprio apice con la rivolta dei Mau-Mau, fra l'ottobre 1952 e il dicembre 1959. Anche le prime elezioni al Consiglio legislativo che videro la partecipazione di candidati locali (1957) non misero fine al risentimento della popolazione nera verso il governo inglese. In questo periodo, vari gruppi fondarono partiti politici e sindacati, quasi tutti su base etnica. I più importanti furono il Kenya African Union (KAU - originariamente un'associazione di studenti trasformata in una organizzazione politica nel 1944), la Kikuyu Central Association e il GEMA (Gikuyu, Embu, Meru Association), precursori del KANU. Jomo Kenyatta si iscrisse al KAU nel 1947 e ne divenne il presidente, mantenendo tale carica sino al 1960.
Nel 1960, il KAU si trasformò in KANU. Allo stesso tempo, i politici di origine kalenjin, masai, turkana e samburu si riunirono nel KADU (Kenya African Democratic Union) per contrastare le etnie rappresentate nel KANU. Il KADU voleva l'indipendenza e la divisione del paese in regioni unite in una federazione; il KANU chiedeva invece uno stato indipendente unitario. La capacità politica e il peso dei numeri giocarono in favore del KANU; il governo inglese concesse l'indipendenza del Kenya come stato unitario il 12 dicembre 1963. Nel 1964, il KADU si dissolse, unendosi al KANU. L'unico partito di opposizione rimasto, il Kenya People's Union di Jaramogi Oginga Odinga, venne smantellato nel 1966, dopo un periodo di violente dimostrazioni contro il presidente Kenyatta.
Alla morte di Kenyatta, il vice presidente Daniel Toroitich arap Moi – un kalenjin ex membro del KADU – divenne il nuovo presidente del partito.
Nel giugno del 1982, la costituzione del Kenya venne cambiata, trasformando il paese in uno Stato a partito unico. La situazione venne di nuovo cambiata durante quella che è stata chiamata la primavera democratica africana. Nel dicembre 1991, il Kenya tornò ad essere un sistema pluripartitico, almeno sulla carta. Molti partiti vennero formati, ma di fatto non ebbero la possibilità di scalzare il KANU dal potere.
Le elezioni generali del 1992 e del 1997 videro la vittoria del KANU sia in parlamento che per la presidenza, ma in entrambe queste vittorie l'opposizione denunciò brogli da parte governativa. In ogni caso, le elezioni degli anni 1990 allargarono la base democratica del paese, permettendo una svolta significativa nelle successive elezioni del dicembre 2002, in cui il Paese sostenne a vastissima maggioranza l'opposizione, riducendo il KANU al 6% dei consensi elettorali.

### Sviluppi recenti
Dopo la pessima risposta elettorale del 2002, il partito si spaccò in due parti, una guidata da Uhuru Kenyatta (figlio di Jomo) e l'altra (minoritaria) con leader Nicholas Biwott, a lungo considerato l'"eminenza grigia" di Moi. Il nuovo governo fu molto rapido nel registrare i due nuovi partiti, lasciandoli poi lottare uno contro l'altro per il controllo di simboli e proprietà. Alla fine del 2007, il KANU non è stato in grado di portare un candidato alle elezioni presidenziali e, alle votazioni di dicembre, è stato battuto da rappresentanti di secondo piano dell'opposizione persino nei seggi storicamente legati al partito di Kenyatta, quali quelli della Rift Valley (zona da cui provengono molti eminenti politici del KANU). In particolare, tutti i figli dell'ex presidente Moi sono stati battuti nelle rispettive circoscrizioni d'origine. Il KANU, che si era presentato a sostegno del presidente Kibaki, ha visto l'appoggio popolare erodersi ulteriormente.